# Exechiopsis landrocki
Exechiopsis landrocki är en tvåvingeart som först beskrevs av Lundstrom 1912.  Exechiopsis landrocki ingår i släktet Exechiopsis och familjen svampmyggor. Arten är reproducerande i Sverige. Inga underarter finns listade i Catalogue of Life.